# Sérigné Faye
Sérigné Faye (* 5. April 2004 in Dakar) ist ein senegalesischer Fußballspieler, der aktuell beim FC Granada unter Vertrag steht.

## Karriere
Faye begann seine fußballerische Ausbildung bei einer senegalesischen Fußballakademie, der Académie Kebson Football. Nach einem Probetraining mit der Reserve des HSC Montpellier im September 2022 unterschrieb er zwei Monate später, Mitte November 2022, dort einen Vertrag bis Juni 2024. Im Dezember 2022 begann er auch schon bei den Profis mitzutrainieren. Nach einigen Einsätzen für das viertklassige Zweitteam debütierte Faye nach Einwechslung gegen die AJ Auxerre bei einem 2:0-Sieg in der Ligue 1.
Im Februar 2024 wechselte er zum FC Granada, wo er für die zweite Mannschaft vorgesehen ist.